# Let It Go
„Let It Go“ je píseň z filmu Ledové království od Walt Disney Animation Studios, který byl uveden v roce 2013. Napsal ji společně manželský pár Kristen Anderson-Lopezová a Robert Lopez. Ve filmu ji nazpívala Idina Menzel v roli královny Elsy. Anderson-Lopezová a Lopez také napsali popovou verzi písně, kterou nazpívala Demi Lovato a která hraje během závěrečných titulků. Tato verze byla také vydána mimo film jako hudební video. Česká verze písně se jmenuje „Najednou“ a nazpívala ji Monika Absolonová. Česká verze však není překladem. Sice má podobné souvislosti, ale pro některé posluchače je díky tomuto detailu lepší anglická verze.
V písni se představuje královna Elsa, která poté, co byla její vrozená, dlouho skrývaná moc ovládat sníh a led odhalena před celým královstvím, utíká do hor. Uvědomuje si, že již své schopnosti nemusí před nikým dále skrývat a může je využít naplno. Vytvoří sněhuláka Olafa, který později ožije a ledový zámek, ve kterém chce daleko od ostatních v samotě přebývat, aby nikomu neublížila a mohla být konečně volná a sama sebou.
Píseň byla také přezpívána v hudebním seriále Glee, kde ji zpívala Lea Michele.
Píseň zaznamenala výrazný úspěch jak mezi diváky, tak mezi hudebními kritiky. Na 86. ročníku udílení Oscarů získala Oscara za nejlepší píseň. Kromě toho získala mnoho dalších ocenění.